# فرانك بي. موريسون
فرانك بي. موريسون (بالإنجليزية: Frank B. Morrison)‏ هو محامي وسياسي أمريكي، ولد في 20 مايو 1905 في غولدن في الولايات المتحدة، وتوفي في 19 أبريل 2004 في ماكوك في الولايات المتحدة. نشط حزبياً في الحزب الديمقراطي. وقد انتخب حاكم نبراسكا ‏ (5 يناير 1961 – 5 يناير 1967).

## وصلات خارجية
- فرانك بي. موريسون على موقع إن إن دي بي (الإنجليزية)